# Jacques de Thiersant
Jacques de Thiersant, né le 2 janvier 1935 à Gap et mort le 14 juin 2012 à Belley, est un peintre sculpteur français.

## Biographie
Son enfance est déjà très liée aux Alpes puisque son père le colonel Philippe de Thiersant réalise une partie de sa carrière militaire dans les régiments alpins et participe à de nombreux sauvetages en montagne. En 1960, il épouse l'artiste peintre Maryse Julliard, dont il aura trois enfants, et qui exposera parfois avec lui dans un style très personnel, empreint de sensibilité où "seule compte la qualité de la ligne et de la couleur " et où l'opposition entre figuratif et abstrait se trouve dépassée.
Après avoir obtenu le diplôme national des Beaux-Arts à Grenoble, où il est l'élève d'Arcabas, il devient professeur d'art plastique. En parallèle avec son travail d’enseignant dans un premier temps, il crée à la Maison des jeunes et de la culture de Chambéry un atelier de peinture. Dans le milieu des années 1960, il démissionne de son emploi d'enseignant pour se consacrer à la peinture et à l’atelier. Il réalise plusieurs œuvres monumentales notamment pour différentes écoles en Savoie dans le cadre du 1 % artistique.
Il fut l’un des premiers à déplacer ses classes dans les musées ou à emmener ses jeunes élèves de la MJC à la rencontre des peintres et de leur atelier. Il ouvre également à la MJC une galerie de prêt de tableaux contemporains.
Jacques de Thiersant a participé à différents groupes de réflexion : Groupe de réflexion sur l’Art, Centre de Recherche sur l’Imaginaire (CRI).
Dans les années 1970 et 1980, il effectue plusieurs voyages en Amérique Latine (Bolivie) et enrichit sa palette de couleurs et d'une luminosité renouvelées.
Il peint de nombreuses toiles dans ses ateliers successifs du Viviers, de Grand-Lagneux et des Cheux (Yenne).

## Expositions et réalisations(entre autres)
Grenoble, Le pavé, février 1967
Bourget-du-Lac, Le Prieuré, juin-juillet 1967 
Aix-les-Bains, Académie aixoise de peinture et de sculpture, 7e salon 1968
Chambéry, Centre de transfusion sanguine, octobre 1971
Chambéry, école La Pommeraie, septembre 1971,
Chambéry, palais de la foire, sculpture
Chambéry, école La Grenouillère, jeu d'enfants : l'araignée.

## Style
Jacques de Thiersant est un peintre abstrait. Ses recherches picturales portent sur les résonances des formes, des couleurs, et de l'imaginaire. S'il utilise la peinture à l'huile à ses débuts, il dirige rapidement ses recherches vers l'acrylique et des techniques mixtes. Il crée ainsi une technique très particulière : la résine, qui consiste à dessiner une forme en plâtre puis la recouvrir d'un enduit résineux. Il s'est inspiré de l'observation de la fabrication des canoës à la MJC. Son style a évolué tout au long de sa vie et on distingue plusieurs périodes de création.

## Hommage
La ville de Chambéry lui a rendu hommage en septembre 2013 par une exposition à la Cité des Arts. La MJC a donné son nom à la salle de peinture de l'atelier qu'il a créé,.